# Erik Blomqvist (schackspelare)

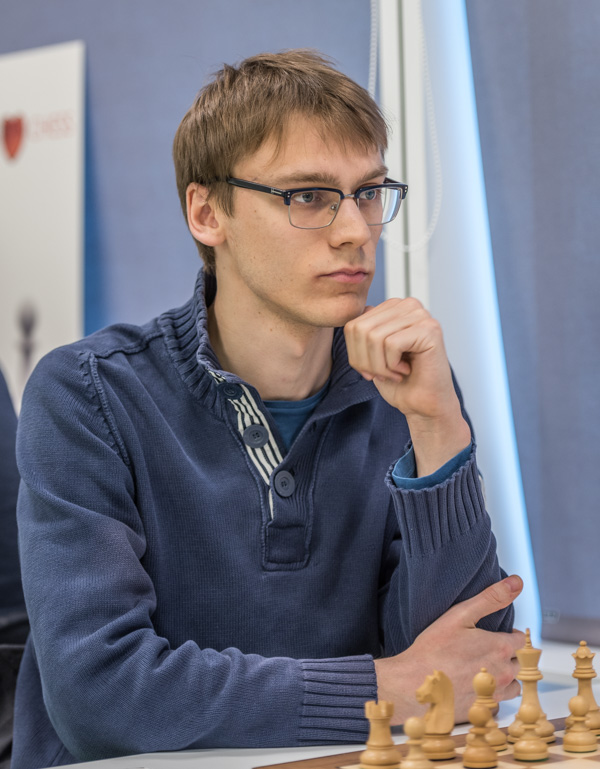
Erik Blomqvist, svensk stormästare i schack.

Erik Blomqvist, född 1990, är en svensk schackspelare som är Stormästare i schack. Han erhöll titeln 2013.
Erik Blomqvist spelar för klubben SK Rockaden i Stockholm, som han vunnit lag-SM-guld med 2008, 2009, 2014, 2016, 2021, 2023, 2024 och 2025. 
Individuellt har Blomqvist tagit sex medaljer i SM: Guld i Uppsala 2016 och i Eskilstuna 2019, silver i Borlänge 2014, brons i Sunne 2015, i Helsingborg 2021 och i Växjö 2024. 
Blomqvist blev trea i RIlton Cup 2015/2016 och 2016 vann han det Nordiska Mästerskapet. 
Landslagsdebut blev det för Erik Blomqvist 2013 då han tillhörde det svenska laget i EM i Warszawa och han har sedan dess representerat Sverige i såväl Schack-OS som Lag-VM.
Blomqvist tilldelades Sveriges Schackförbunds utmärkelse Schackgideon för åren 2016 och 2019.